# Exopontonia malleatrix
Exopontonia malleatrix är en kräftdjursart som beskrevs av Bruce 1988. Exopontonia malleatrix ingår i släktet Exopontonia och familjen Palaemonidae. Inga underarter finns listade i Catalogue of Life.